# ルイゼ・ヘイム
ルイゼ・ヘイム（Luise Helm, 1983年3月6日 - ）は、ドイツ出身の女優である。妹は声優のアン・ヘルム。

## 略歴
2000年より女優としてデビュー。『アンツ・イン・ザ・パンツ!』のキノ役を演じたことが評価され以降、数々の映画からのオファーを受けている。声優としてもキャリアを積んでおり、主にスカーレット・ヨハンソンやローレン・アンブローズなどが出演している映画の吹き替えとして知られている。

## 人物
- ドイツにて日本のアニメ『ローゼンメイデン』の真紅の声を当てている。

## 出演作品

### ドラマ
- シックス・フィート・アンダー (クレア・フィッシャー )
- チャームド (マヤ(ベアトリス・ローゼン演))
- 刑事ジョン・ルーサー (アリス・モーガン）
- New Girl / ダサかわ女子と三銃士 (シェルビー)
- ヴァンパイア・ダイアリーズ (メレディス・フェル博士)

### 映画
- アンツ・イン・ザ・パンツ!（リザ）
- 幸せへのキセキ (ケリー・フォスター)
- キャンディ (キャンディ)
- ブレードランナー 2049 (ラヴ)
- グレイテスト・ショーマン (ジェニー・リンド)
- アド・アストラ (ヘレン・ラントス)

※以下は、全てブラック・ウィドウ
- キャプテン・アメリカ/ウィンター・ソルジャー
- アベンジャーズ/エイジ・オブ・ウルトロン
- シビル・ウォー/キャプテン・アメリカ
- マイティ・ソー バトルロイヤル
- アベンジャーズ/インフィニティ・ウォー
- キャプテン・マーベル
- アベンジャーズ/エンドゲーム

### 劇場アニメ
- GHOST IN THE SHELL / 攻殻機動隊 (草薙素子)